# Dentex canariensis
Dentex canariensis är en fiskart som beskrevs av Steindachner, 1881. Dentex canariensis ingår i släktet Dentex och familjen havsrudefiskar. Inga underarter finns listade i Catalogue of Life.